# Självkörande bil

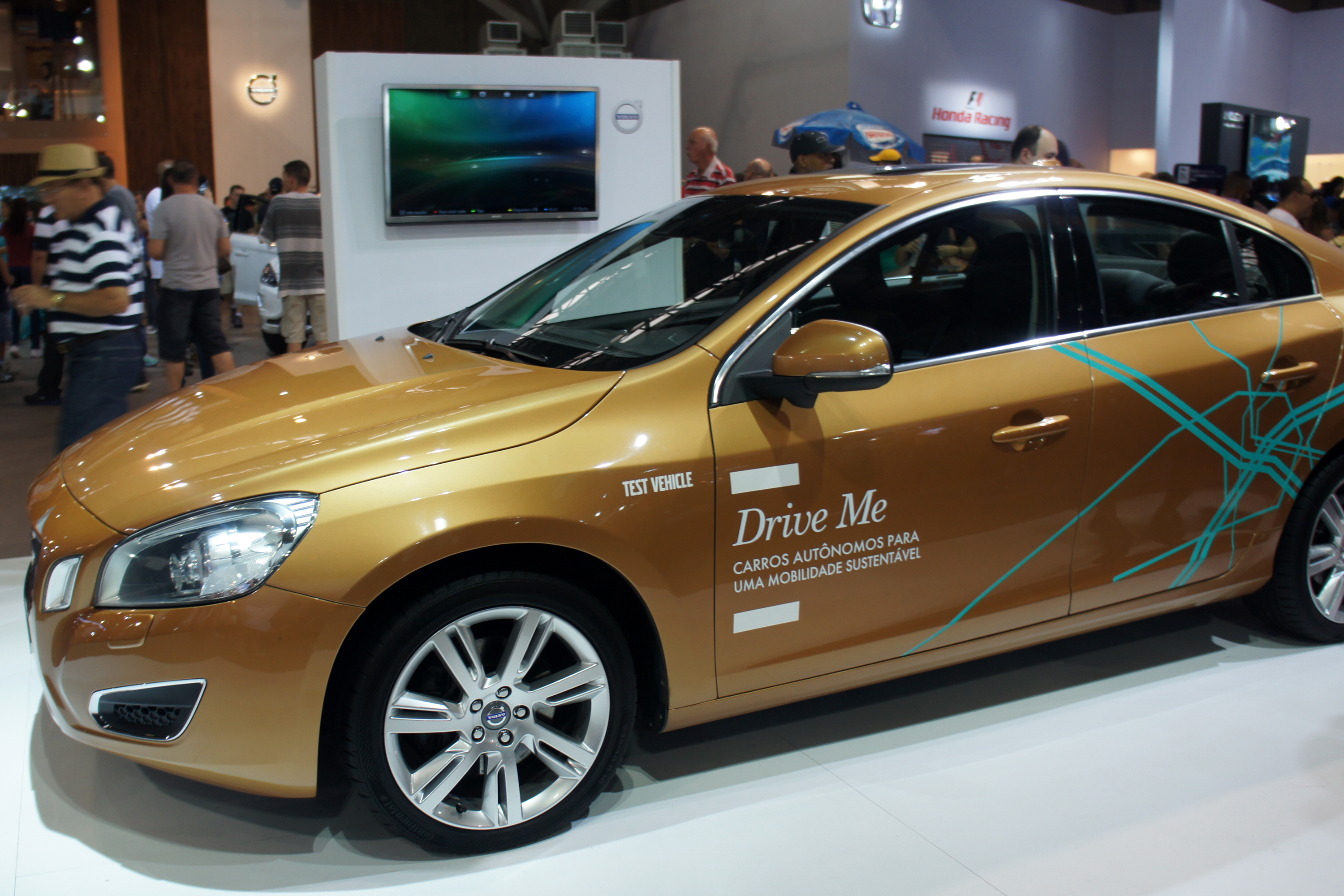
Volvo S60 Drive Me självkörande bil betraktas som Level 3.

En självkörande bil, även känd som ett obemannat markfordon, autonomt fordon, förarlös bil, självstyrande bil och robotbil, är ett autonomt fordon som kan uppfylla de viktigaste transportfunktionerna i en traditionell bil. En självkörande bil är kapabel att avkänna dess omgivning och navigera utan mänsklig inmatning. I oktober 2015 släppte Tesla en "over the air" uppdatering till sina modell S bilar som tillåter "nivå två autopilot" (Level 2, fem är högst). Självkörande bilar är utrustade med "snäv AI" d.v.s. artificiell intelligens som inte uppvisar människolik intelligens inom alla områden.

## Historik

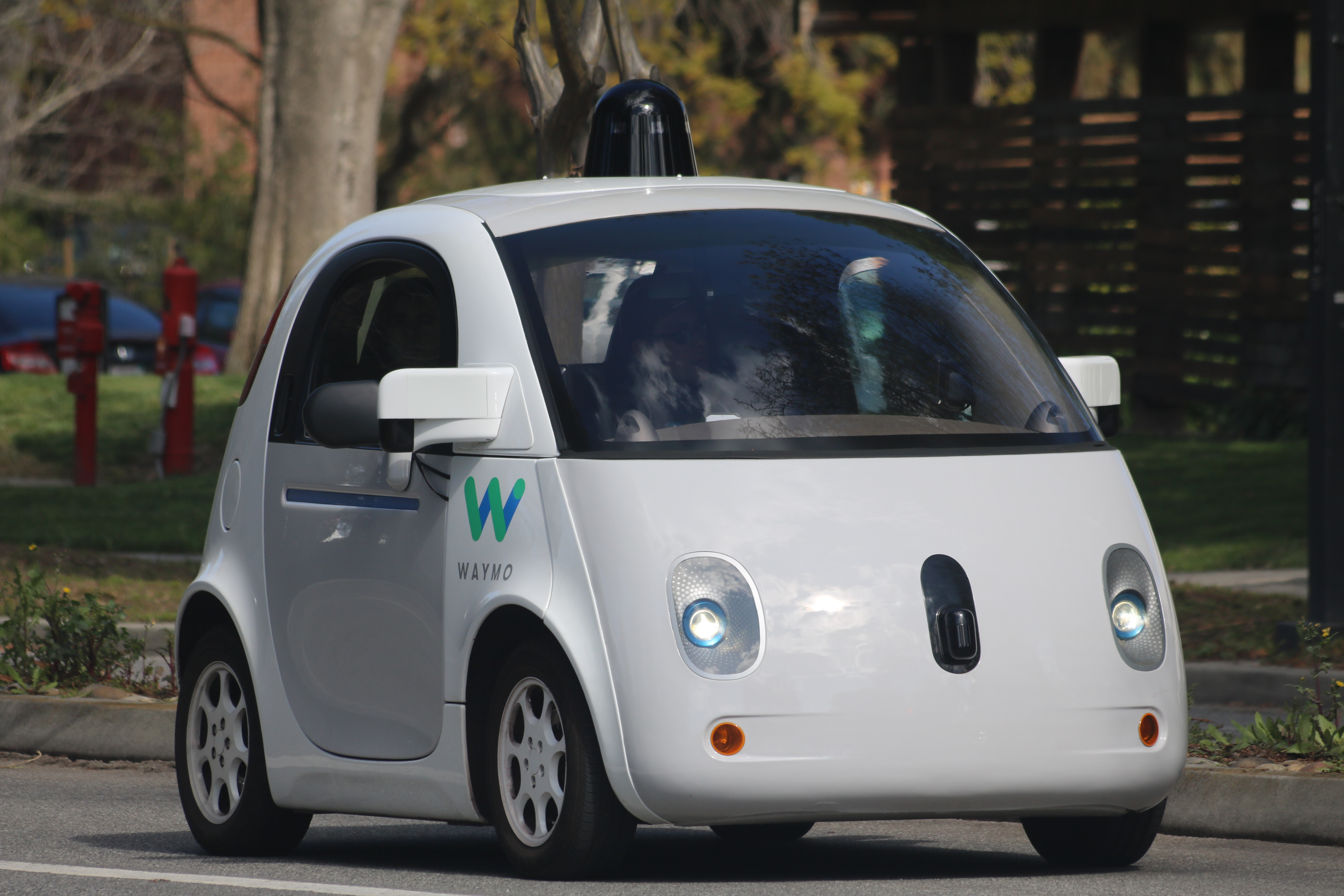
En självkörande bil från Alphabets dotterbolag Waymo.

Experiment med automatiska, självkörande, bilar har gjorts åtminstone sedan 1920-talet. De första helautomatiska modellerna utvecklades under 1980-talet. I spetsen för utvecklingen var då Navlab, utvecklat på Carnegie Mellon University, ALV:s projekt 1984 samt Mercedes-Benz och Bundeswehrs universitet i Münchens EUREKA Prometheus-projekt 1987.
Den första självkörande lastbilstransporten genomfördes i Colorado, USA i oktober 2016.
I början av december 2018 lanserade det Alphabet-ägda dotterbolaget Waymo en självkörande taxitjänst i Phoenix, Arizona i USA.
I slutet av oktober 2019 lanserade Waymo en helt förarlös självkörande taxitjänst i Phoenix, USA.

## Potentiella fördelar

### Säkerhet
Trafikkollisioner orsakade av mänskligt felagerande, såsom för lång reaktionstid, alltför aggressiv körstil, felagerande på grund av distraktion etc, kan potentiellt minska med självkörande bilar.

### SAE-nivåer
| SAE Nivåer                                | Namn                      | Berättande definition                                                                                      | Berättande definition | Utförande av styrning och acceleration/ retardation | Övervakning av körmiljön | Fallback-prestanda för dynamisk köruppgift | Systemkapacitet (körlägen) |
| ----------------------------------------- | ------------------------- | --- | --- | --------------------------------------------------- | ------------------------ | ------------------------------------------ | -------------------------- |
| Mänsklig förare övervakar körmiljön       |                           | | |                                                     |                          |                                            |                            |
| 0                                         | Ingen automatisering      | Bilen hjälper till med observerandet, exempelvis via en backkamera som varnar för kollision                | Bilen hjälper till med observerandet, exempelvis via en backkamera som varnar för kollision                                                | Mänsklig förare                                     | Mänsklig förare          | Mänsklig förare                            | n/a                        |
| 1                                         | Driver Assistance         | Bilen hjälper till med manövrerandet, exempelvis håller hastigheten men låter föraren styra                | använda information om körmiljön och med förväntan att den mänskliga föraren utför alla återstående aspekter av den dynamiska köruppgiften | Mänsklig förare och system                          | Mänsklig förare          | Mänsklig förare                            | Vissa körlägen             |
| 2                                         | Delvis automatisering     | Bilen tar över all manövrering, men människan måste övervaka och alltid vara beredd att omedelbart ta över | använda information om körmiljön och med förväntan att den mänskliga föraren utför alla återstående aspekter av den dynamiska köruppgiften | System                                              | Mänsklig förare          | Mänsklig förare                            | Vissa körlägen             |
| Automatiskt körsystem övervakar körmiljön |                           | | |                                                     |                          |                                            |                            |
| 3                                         | Villkorlig automatisering | Körlägesspecifik prestanda med ett automatiserat körsystem av alla aspekter av den dynamiska köruppgiften  | med förväntan att den mänskliga föraren kommer att svara på lämpligt sätt på en begäran om att ingripa                                     | System                                              | System                   | Mänsklig förare                            | Vissa körlägen             |
| 4                                         | Hög automatisering        | Körlägesspecifik prestanda med ett automatiserat körsystem av alla aspekter av den dynamiska köruppgiften  | bilen kör en hel resa från start till mål.                                                                                                 | System                                              | System                   | System                                     | Många körlägen             |
| 5                                         | Full automatisering       | Körlägesspecifik prestanda med ett automatiserat körsystem av alla aspekter av den dynamiska köruppgiften  | bilen kan hantera alla typer av resor som en normal förare kan hantera.                                                                    | System                                              | System                   | System                                     | Alla körlägen              |

## Olyckstillbud
I juli 2023 blev en amerikansk kvinna som den första dömd för att 2018 färdats i en självkörande taxibil från Uber som körde på och dödade en kvinna i Arizona. Domen blev villkorlig med 3 års prövotid.

## Testning
Framstegen för automatiserade fordon kan bedömas genom att beräkna det genomsnittliga avståndet som körs mellan "ingripande", när det automatiserade systemet är avstängt, vanligtvis genom en mänsklig förares ingripande.
Antalet ingripande av en mänsklig förare i Kalifornien gjordes i snitt varje 11 017 miles (17 730,1 km) för Waymo. Detta är en minskning med 50 procent i hastigheten och en ökning med 96 procent i genomsnittliga mil som reste sig mellan ingripande jämfört med 2017-siffrorna. Under 2016 hade Waymo ett ingripande varje 512 miles (824 km). Waymo körde också betydligt fler kms, upp från 352 000 miles (566 500 km) 2017 till 12 000 000 miles (19 300 000 km) 2018, vilket gör prestandan ännu mer imponerande.
| Företag        | 2018                                  | 2018                             |
| Företag        | Ingripande per 1 000 miles (1 600 km) | Total körsträcka                 |
| -------------- | ------------------------------------- | -------------------------------- |
| Waymo          | 0.09                                  | 1 271 587 miles (2 046 420,9 km) |
| General Motors | 0.19                                  | 447 621 miles (720 376,2 km)     |
| Zoox           | 0.52                                  | 30 764 miles (49 509,9 km)       |
| Nuro           | 0.97                                  | 24 680 miles (39 719 km)         |
| Pony.ai        | 0.98                                  | 16 356 miles (26 322,4 km)       |
| Nissan         | 4.75                                  | 5 473 miles (8 807,9 km)         |
| BMW            | 219.51                                | 41 miles (66 km)                 |
| Toyota         | 393.70                                | 381 miles (613,2 km)             |
| Mercedes-Benz  | 682.52                                | 1 749 miles (2 814,7 km)         |